# Manolete

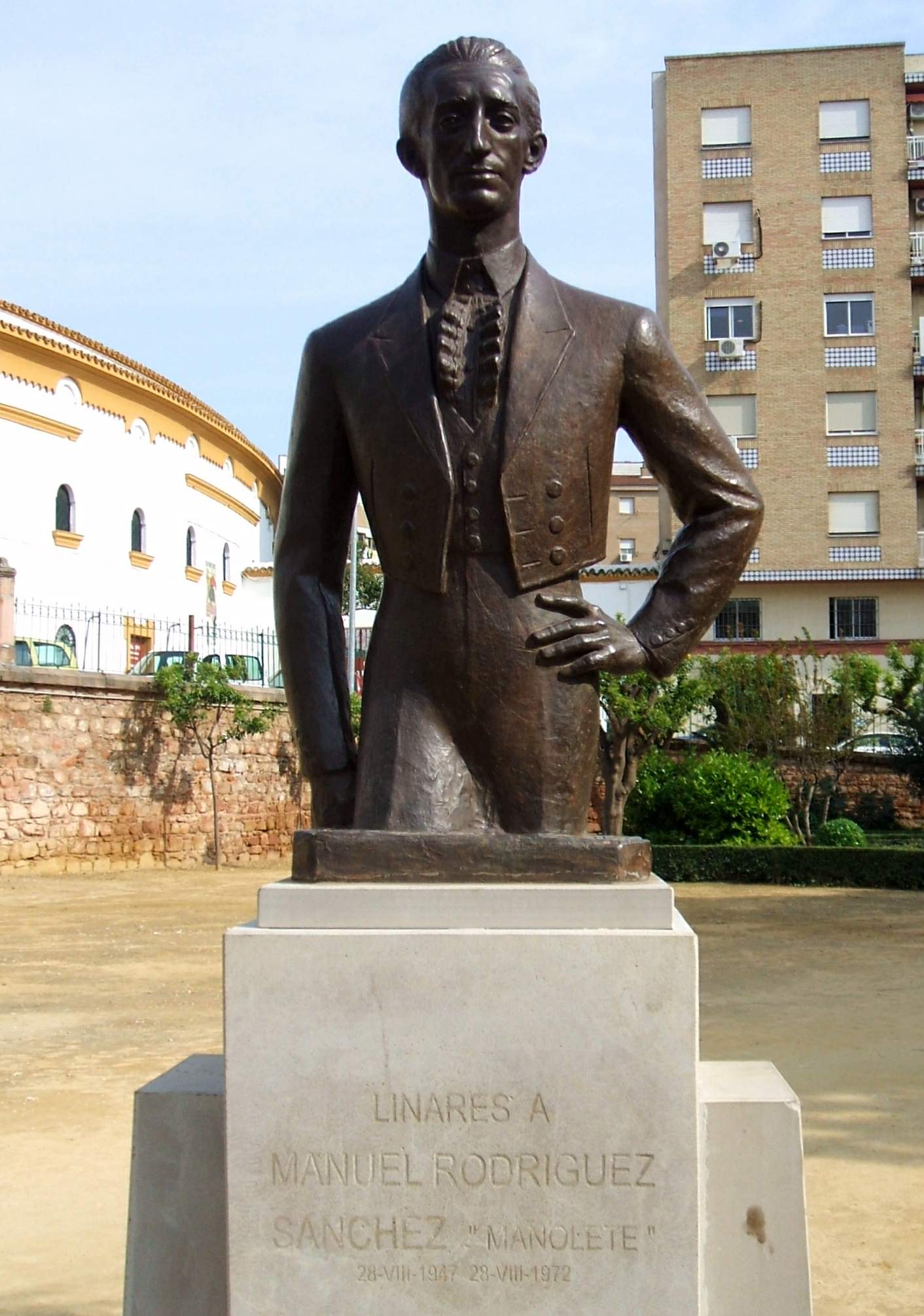
Standbeeld van Manolete voor de arena in Linares

Manuel Laureano Rodríguez Sánchez (Córdoba, 4 juli 1917 – Linares, 28 augustus 1947), alias Manolete, was een  Spaans stierenvechter.

## Biografie
Manolete werd vlak na de Spaanse Burgeroorlog de beroemdste stierenvechter; door sommigen wordt hij zelfs beschouwd als de beste aller tijden. Zijn stijl was sober en serieus en hij stond bekend om zijn suerte de matar, de dodelijke steek. Op dertigjarige leeftijd raakte Manolete in de arena van Linares dodelijk gewond. Hij vocht tegen de stier Islero, de vijfde stier van die dag. Nadat Manolete de stier met een zwaard had gestoken, raakte deze Manolete in zijn lies. Hij werd daarop naar de ziekenboeg en later naar het ziekenhuis gebracht, waar hij om vijf uur de volgende morgen overleed. Een mogelijke andere doodsoorzaak (anders dan dat de hoornwond hem fataal werd) zou gelegen kunnen zijn in een voor hem verkeerd uitgevallen bloedtransfusie. Na Manoletes overlijden kondigde generaal Franco drie dagen van nationale rouw af.